# Гаврилина, Лада Юрьевна
Лада Юрьевна Гаврилина (23 ноября 1968) — российская футболистка, выступавшая на позиции полузащитника.
Первой футбольной командой была «ЦСК ВВС», в которой отыграла 2 сезона. В 1994 году перешла по аренде в «Аврора», но проведя 5 матчей покинула команду.
С 1 марта 2007 года — тренер девичьих команд «СДЮСШОР № 3» (Челябинск).

## Достижения
Чемпионат России по футболу среди женщин
- Чемпион России (1): 1993
- Вице-чемпион России (1): 1992